# Um Homem de Família
Um Homem de Família (título original: A Family Man; título anterior The Headhunter's Calling) é um drama estadunidense de 2016 dirigido por Mark Williams, em sua estreia na direção, e escrito por Bill Dubuque. O filme conta a história de Dane Jensen, um recrutador corporativo de Chicago, que deve equilibrar suas aspirações de carreira e sua vida familiar cada vez mais complexa. O filme é estrelado por Gerard Butler, Willem Dafoe, Anupam Kher, Alfred Molina, Alison Brie e Gretchen Mol. As principais filmagens começaram em 26 de outubro de 2015 em Toronto. Foi exibido no Festival Internacional de Cinema de Toronto de 2016.

## Sinopse
Dane Jensen (Gerard Butler) é um caçador de cabeças corporativo de sucesso com sede em Chicago que trabalha na agência Blackridge Recruitment. Sua vida gira em torno de fechar negócios em uma sala de caldeiras de sobrevivência do mais apto. Quando o filme começa, Jensen mostra-se focado em seu trabalho, mas também tenta ser um homem de família. Seu chefe Ed Blackridge (Willem Dafoe) está oferecendo a Jensen uma promoção que o levará a controlar a empresa. Para garantir a promoção, ele deve vencer os números de sua ambiciosa rival Lynn Wilson (Alison Brie). O foco de Jensen no trabalho torna-se um prejuízo para sua família. Sua esposa Elise (Gretchen Mol) pede mais tempo com a família.
Jensen tenta passar algum tempo de qualidade com seu filho mais velho Ryan (Maxwell Jenkins), para prepará-lo para o mundo adulto. Jensen encontra Ryan à beira da obesidade infantil e o leva para correr de manhã. Jensen nota que seu filho reclama constantemente de cansaço e tem hematomas. Jensen trabalha mais e passa mais tempo no escritório para tentar conseguir a promoção, mas não agrada Elise. Ela pede a ele para priorizar. Mais tarde, Ryan é diagnosticado com câncer, o que choca Jensen. Ele passa mais tempo com o filho, o que faz com que seu número — um pré-requisito para a promoção — caia. Enquanto isso, Lynn aproveita a oportunidade para explorar seus clientes e pontuações. O filme culmina com Ryan entrando em coma antes de melhorar, e Jensen perdendo seu emprego na empresa de Ed, por não ter lucro. O rigoroso Ed libera Jensen de seu acordo de não competição. Jensen abre sua própria empresa e também investe com sua família.

## Elenco
- Gerard Butler como Dane Jensen,[5] marido de Elise e pai de Lauren e Ryan
- Gretchen Mol como Elise Jensen,[6] esposa de Dane e mãe de Lauren e Ryan'
- Alison Brie como Lynn Wilson,[6] rival de Dane
- Anupam Kher como Dr. Savraj Singh
- Willem Dafoe como Ed Blackridge,[7] chefe de Dane
- Alfred Molina como Lou Wheeler[7]
- Dustin Milligan como Sumner Firestone
- Maxwell Jenkins como Ryan Jensen,[8] filho de Dane e Elise e irmão de Lauren
- Julia Butters como Lauren Jensen, filha de Dane e Elise e irmã de Ryan
- Mimi Kuzyk como Bernadine
- Dwayne Murphy como Antoine, enfermeiro de Ryan
- Kathleen Munroe como Toni

## Produção
Em novembro de 2012, o primeiro roteiro de Bill Dubuque, The Headhunter's Calling, foi revelado. Em 2 de setembro de 2015, foi anunciado que Gerard Butler estrelaria o drama familiar The Headhunter's Calling, a ser dirigido por Mark Williams, que faria sua estreia. Williams e Butler produziriam o filme junto com Alan Siegel, enquanto a Voltage Pictures cuidaria das vendas internacionais do filme. Nicolas Chartier, Craig Flores e Patrick Newall também estariam produzindo o filme.
As principais filmagens do filme começaram em 26 de outubro de 2015 em Toronto. As filmagens começaram em Chicago em 13 de dezembro de 2015 e terminaram em 18 de dezembro.

## Lançamento
O filme foi lançado em 28 de julho de 2017, pela Vertical Entertainment.

## Recepção

### Resposta crítica
Na revisão do site agregador de críticas Rotten Tomatoes, o filme tem um índice de aprovação de 13% com base em 24 avaliações, com uma classificação média de 3,94/10. O consenso crítico do site diz: “A Family Man tem algumas ideias valiosas, mas elas estão confusas em um melodrama intermediário povoado por personagens mal esboçados — e às vezes totalmente desagradáveis.” No Metacritic, que atribui uma classificação normalizada às críticas, o filme tem uma pontuação média ponderada de 21 em 100, com base em 7 críticos, indicando “críticas geralmente desfavoráveis”.